# Wasilij Bojcow (1908–1997)
Wasilij Wasiljewicz Bojcow ros. Василий Васильевич Бойцов (ur. w 1908, zm. w 1997) – radziecki działacz państwowy. 
W latach 1976-1986 był kandydatem na członka Komitetu Centralnego Komunistycznej Partii Związku Radzieckiego. Deputowany do Rady Najwyższej ZSRR 7-10 kadencji.

## Nagrody i odznaczenia
- Order „Znak Honoru” 1939;
- Order Czerwonej Gwiazdy 1942;
- Order Lenina trzykrotnie 1945 i 1966;
- Order Rewolucji Październikowej 1971;
- Order Wojny Ojczyźnianej I i II stopnia (1943)
- Order Czerwonego Sztandaru Pracy 1957[1].